# Moustapha Dabo
Moustapha Dabo (* 27. Februar 1986 in Dakar) ist ein senegalesischer ehemaliger Fußballspieler.

## Karriere
Dabo begann mit dem Profifußball beim Schweizer Verein Urania Genève Sport und spielte hier bis ins Jahr 2006. Anschließend wechselte er innerhalb der Schweiz zum FC Sion. Hier verweilte er die nächsten vier Spielzeiten lang, verbrachte aber die meiste Zeit als Leihspieler bei anderen Vereinen.
2010 verließ er FC Sion und spielte der Reihe nach für diverse Vereine wie al-Sailiya, Yverdon-Sport FC, FC Aarau, FK Spartaks Jūrmala und FK Qəbələ.
In der Sommertransferperiode 2013 heuerte Dabo beim türkischen Zweitligisten Kahramanmaraşspor an.